# Marya Zaturenska
Marya Zaturenska (12 de septiembre de 1902; 19 de enero de 1982) fue una poeta lírica estadounidense, ganadora del Pulitzer Prize for Poetry en 1938.

## Vida
Nació en Kiev y su familia emigró a los Estados Unidos, cuando ella tenía ocho años, y vivieron en Nueva York. Como muchos inmigrantes, trabajó en una fábrica de ropa durante el día, pero podía asistir al instituto de noche. Era una estudiante destacable y ganó una beca para la Valparaiso University; más tarde se cambió a la University of Wisconsin–Madison, graduándose en biblioteconomía. Conoció allí a su marido, el galardonado poeta Horace Gregory; se casaron en 1925.  Sus dos hijos fueron Patrick y Joanna Gregory. Escribió ocho volúmenes de poesía, incluyendo el ganador del Premio Pulitzer Cielo frío de la mañana, y editó seis antologías de poesía. 
Su trabajo apareció en The New York Times, Poetry Magazine,

## Premios
- 1938 Premio Pulitzer

## Obras

### Poesía
- "The White Dress", Bob Richmond, 6-20-2001

- Threshold and Heart. The Macmillan company. 1934.
- Cold Morning Sky. Macmillan. 1937.
- The Golden Mirror. New York: The Macmillan company. 1944.
- Selected poems. Grove Press. 1954.
- Collected Poems. Viking Press. 1965.
- The Hidden Waterfall: poems. Vanguard Press. 1974.
- Robert S. Phillips, ed. (2002). New selected poems of Marya Zaturenska. Syracuse University Press. ISBN 978-0-8156-0717-5.

### Editora
- Christina Georgina Rossetti (1970).  Marya Zaturenska, ed. Selected poems of Christina Rossetti. Macmillan.

### No-ficción
- Mary Beth Hinton, ed. (2002). The diaries of Marya Zaturenska, 1938-1944. Syracuse University Press. ISBN 978-0-8156-0714-4.
- Marya Zaturenska, Horace Gregory (1946). A History of American poetry, 1900-1940. Harcourt, Brace and Co.